# 야가라 겐이치
야가라 겐이치(일본어: 八柄 堅一, 1981년 9월 14일~)는 일본의 축구 선수이다.

## 구단 경력
2004년 일본 풋볼 리그의 에히메 FC에 입단했다. 2004년 일본 풋볼 리그 우승으로 J2리그로 승격했다. 2006년까지 51경기에 출전하여, 6득점을 넣었다. 2007년 Banditonce 고베로 이적했다. 2007년후 현역 은퇴.